# Ora o mai più (programma televisivo)
Ora o mai più è stato un programma televisivo italiano, in onda su Rai 1 nel 2018 e nel 2019 e nuovamente nel 2025. Condotto per le prime due edizioni da Amadeus, nella terza la conduzione del programma è passata nelle mani di Marco Liorni.

## Il programma
Si tratta di un format dedicato alla musica italiana, con protagonisti otto cantanti ormai distanti dal successo, che in passato hanno interpretato brani molto popolari raggiungendo le vette delle classifiche nazionali.
In questo programma, ideato da Carlo Conti con Emanuele Giovannini, Pasquale Romano e Leopoldo Siano e prodotto in collaborazione con Ballandi Entertainment, gli artisti prescelti hanno la possibilità di tornare a mettersi in gioco con una nuova competizione musicale sotto forma di talent show. Una giuria di cantanti con una carriera più solida ha allo stesso tempo il compito di supportare i concorrenti duettando con loro in brani del proprio repertorio, guidandoli nel miglioramento delle loro tecniche canore e valutandone a turno le singole esibizioni con un voto tecnico. Il voto della giuria viene poi sommato a quello del pubblico. Il voto del pubblico era rappresentato: nella prima edizione da un campione di 100 persone in sala; nella seconda dal televoto; a partire dalla terza il pubblico dal voto espresso nei social network. Le canzoni dal vivo vengono eseguite da una orchestra diretta dal maestro Leonardo De Amicis.  
Al termine di ciascuna edizione il cantante che risulta vincitore guadagna la pubblicazione di un cd con alcune cover e l'inedito con cui ha partecipato al programma. 
Il programma nelle prime due edizioni è firmato da Emanuele Giovannini, Pasquale Romano, Ivana Sabatini e Leopoldo Siano, con la collaborazione di Stefania De Finis, mentre la regia è di Stefano Vicario. A partire dalla terza edizione il programma è firmato da Marco Liorni, Sergio Rubino, Paolo Biamonte, Simone Di Rosa, Rossella Rizzi, mentre la regia è di Stefano Mignucci.
La prima edizione, vinta da Lisa, e la seconda edizione, vinta da Paolo Vallesi, sono andate in onda rispettivamente nel 2018 e nel 2019, condotte da Amadeus. Dopo sei anni di pausa, la trasmissione è tornata in onda nel 2025 con la terza edizione, la cui la conduzione è passata nelle mani di Marco Liorni e che ha visto la vittoria di Pierdavide Carone.

## Edizioni
| Edizione | Conduzione   | Messa in onda   | Messa in onda  | Rete  | Puntate | Concorrenti | Vincitore         | Vincitore          | Sede   | Studio televisivo                                        | Regia            |
| Edizione | Conduzione   | Inizio          | Fine           | Rete  | Puntate | Concorrenti | Cantante          | Maestro            | Sede   | Studio televisivo                                        | Regia            |
| -------- | ------------ | --------------- | -------------- | ----- | ------- | ----------- | ----------------- | ------------------ | ------ | -------------------------------------------------------- | ---------------- |
| 1ª       | Amadeus      | 8 giugno 2018   | 29 giugno 2018 | Rai 1 | 4       | 9           | Lisa              | Marco Masini       | Roma   | Studio 5 del CPTV Dear Nomentano                         | Stefano Vicario  |
| 2ª       | Amadeus      | 19 gennaio 2019 | 2 marzo 2019   | Rai 1 | 6       | 8           | Paolo Vallesi     | Ornella Vanoni     | Milano | Studio 2000 del Centro di produzione Rai di Via Mecenate | Stefano Vicario  |
| 3ª       | Marco Liorni | 11 gennaio 2025 | 1º marzo 2025  | Rai 1 | 7       | 8           | Pierdavide Carone | Gigliola Cinquetti | Roma   | Studio 5 degli Studi Televisivi Fabrizio Frizzi          | Stefano Mignucci |

### Prima edizione
Concorrenti e maestri
| Concorrente        | Maestro          | Classifica           |
| ------------------ | ---------------- | -------------------- |
| Lisa               | Marco Masini     | Vincitrice           |
| Jalisse            | Michele Zarrillo | Secondi classificati |
| Massimo Di Cataldo | Patty Pravo      | Terzo classificato   |
| Marco Armani       | Red Canzian      | Quarto classificato  |
| Alessandro Canino  | Loredana Bertè   | Quinto classificato  |
| Francesca Alotta   | Fausto Leali     | Sesta classificata   |
| Stefano Sani       | Marcella Bella   | Settimo classificato |
| Valeria Rossi      | Orietta Berti    | Ottava classificata  |
| Donatella Milani   | Fausto Leali     | Ritirata             |

### Seconda edizione
Concorrenti e maestri
| Concorrente       | Maestro           | Classifica           |
| ----------------- | ----------------- | -------------------- |
| Paolo Vallesi     | Ornella Vanoni    | Vincitore            |
| Jessica Morlacchi | Red Canzian       | Seconda classificata |
| Silvia Salemi     | Marcella Bella    | Terza classificata   |
| Barbara Cola      | Orietta Berti     | Quarta classificata  |
| Davide De Marinis | Fausto Leali      | Quinto classificato  |
| Annalisa Minetti  | Toto Cutugno      | Sesta classificata   |
| Michele Pecora    | Ricchi e Poveri   | Settimo classificato |
| Donatella Milani  | Donatella Rettore | Ottava classificata  |

### Terza edizione
Concorrenti e maestri
| Concorrente       | Maestro            | Classifica           |
| ----------------- | ------------------ | -------------------- |
| Pierdavide Carone | Gigliola Cinquetti | Vincitore            |
| Matteo Amantia    | Alex Britti        | Secondo classificato |
| Pago              | Patty Pravo        | Terzo classificato   |
| Antonella Bucci   | Raf                | Quarta classificata  |
| Valerio Scanu     | Rita Pavone        | Quinto classificato  |
| Loredana Errore   | Marco Masini       | Sesta classificata   |
| Carlotta          | Donatella Rettore  | Settima classificata |
| Anonimo Italiano  | Riccardo Fogli     | Ottavo classificato  |

## Cast
| Maestri            | Edizioni | Edizioni | Edizioni | Totale |
| Maestri            | 1ª       | 2ª       | 3ª       | Totale |
| ------------------ | -------- | -------- | -------- | ------ |
| Red Canzian        |          |          |          | 2      |
| Marcella Bella     |          |          |          | 2      |
| Orietta Berti      |          |          |          | 2      |
| Fausto Leali       |          |          |          | 2      |
| Marco Masini       |          |          |          | 2      |
| Patty Pravo        |          |          |          | 2      |
| Donatella Rettore  |          |          |          | 2      |
| Michele Zarrillo   |          |          |          | 1      |
| Loredana Bertè     |          |          |          | 1      |
| Toto Cutugno       |          |          |          | 1      |
| Ornella Vanoni     |          |          |          | 1      |
| Ricchi e Poveri    |          |          |          | 1      |
| Alex Britti        |          |          |          | 1      |
| Gigliola Cinquetti |          |          |          | 1      |
| Riccardo Fogli     |          |          |          | 1      |
| Rita Pavone        |          |          |          | 1      |
| Raf                |          |          |          | 1      |

## Audience
| Edizione | Rete televisiva | Anno | Stagione         | Programmazione | Programmazione | Programmazione | Programmazione | Programmazione | Programmazione | Programmazione | Collocazione | Telespettatori | Share  | Premiere       | Premiere | Finale         | Finale |
| Edizione | Rete televisiva | Anno | Stagione         | L              | M              | M              | G              | V              | S              | D              | Collocazione | Telespettatori | Share  | Telespettatori | Share    | Telespettatori | Share  |
| -------- | --------------- | ---- | ---------------- | -------------- | -------------- | -------------- | -------------- | -------------- | -------------- | -------------- | ------------ | -------------- | ------ | -------------- | -------- | -------------- | ------ |
| 1ª       | Rai 1           | 2018 | primavera-estate |                |                |                |                |                |                |                | Prima serata | 3 767 000      | 21,60% | 4 730 000      | 25,00%   | 3 355 000      | 20,60% |
| 2ª       | Rai 1           | 2019 | inverno          |                |                | 3 272 000      | 17,30%         | 3 520 000      | 18,50%         | 3 424 000      | Prima serata | 19,50%         |        |                |          |                |        |
| 3ª       | Rai 1           | 2025 | inverno          | 2 248 000      | 16,48%         | 2 693 000      | 18,18%         | 2 011 000      | 15,65%         |                | Prima serata |                |        |                |          |                |        |

## Compilation
- 2018 - Ora o mai più - 2018
- 2019 - Ora o mai più - 2019